# Kermanschah (Verwaltungsbezirk)
Kermanschah oder Schahrestān-e Kermānschāh (persisch شهرستان کرمانشاه) ist ein Schahrestan in der Provinz Kermanschah im Iran. Er enthält die Stadt Kermanschah, welche die Hauptstadt des Kreises ist.

## Demografie
Bei der Volkszählung 2016 betrug die Einwohnerzahl des Kreises 1.083.833. Die Alphabetisierung lag bei 88,1 Prozent der Bevölkerung. Knapp 88 Prozent der Bevölkerung lebten in urbanen Regionen.
| Zensusjahr | Einwohnerzahl |
| ---------- | ------------- |
| 2011       | 1.030.978     |
| 2016       | 1.083.833     |